# Oscar Roty
Louis-Oscar Roty (París, 11 de junio de 1846-23 de marzo de 1911) es un grabador medallista francés. Fue galardonado con el Premio de Roma en 1873 (segundo lugar) y con el primer lugar en 1875. En 1889 ganó el gran premio en la Exposición Universal de París. 
Es autor del grabado utilizado en las monedas francesas denominado La Sembradora (la semeuse). 
En las monedas chilenas, su grabado del cóndor encima de la roca, se utilizó durante muchos años en las series de monedas de peso (5 pesos, 2 pesos, 1 peso, 50, 40, 20, 10 y 5 centavos) desde 1895 hasta 1941. También se utilizó un grabado de Roty para algunas monedas de oro chilenas.

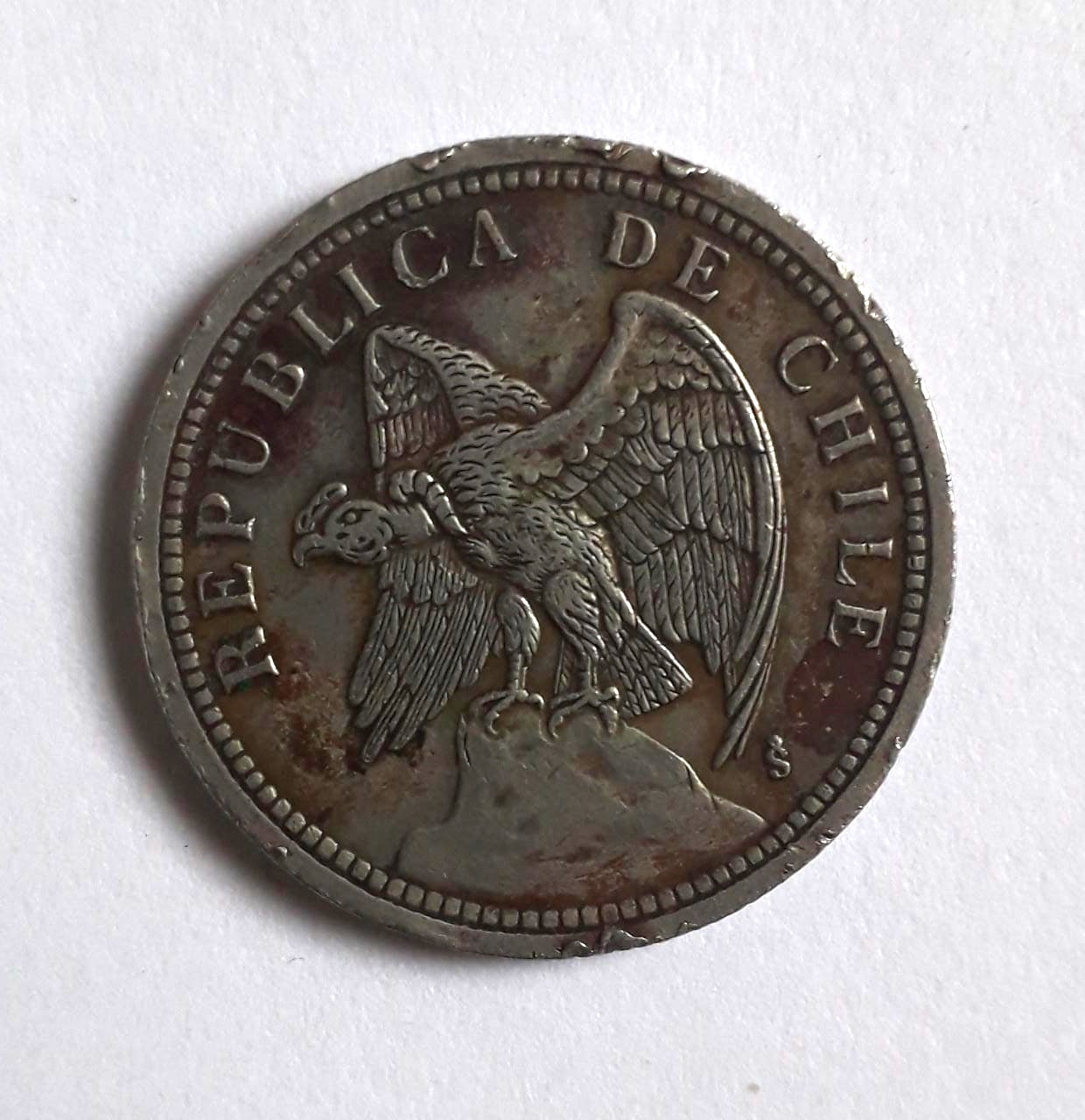
Moneda de 1 peso chileno del año 1933, con grabado de condor, realizado por Louis-Oscar Roty.